# Calletaera angulata
Calletaera angulata là một loài bướm đêm trong họ Geometridae.